# 岩田一政
岩田 一政（いわた かずまさ、1946年 - ）は、日本の経済官僚。
経済企画庁長官官房調査官や、東京大学大学院教授、内閣府政策統括官、日本銀行副総裁、内閣府経済社会総合研究所所長等を経て、日本経済研究センター理事長、郵政民営化委員会委員長。

## 経歴
東京都大田区出身。東京都立日比谷高等学校を経て、1970年に東京大学教養学部教養学科卒業。同年、経済企画庁入庁。経企庁経済研究所主任研究官の1981年に「金融政策と銀行行動」で週刊エコノミスト主宰「エコノミスト賞」を受賞。1986年に東京大学教養学部助教授就任、以後同教授、同大学大学院総合文化研究科教授を歴任。
2001年1月に内閣府政策統括官に就任。小泉内閣の下竹中平蔵の誘いで2003年3月日本銀行副総裁に就任した。2007年2月に日銀が利上げに踏み切った際、日本銀行政策委員会でただ一人反対した。日本銀行政策委員会で執行部（総裁・副総裁）の意見が割れたのは1998年の日本銀行法改正以来で初めて。
2008年6月に内閣府経済社会総合研究所所長に就任。2010年10月経済社会総合研究所所長を退任。後任は小野善康。同月日本経済研究センター理事長就任。
妻は資生堂副社長（元厚生労働省雇用均等・児童家庭局長）の岩田喜美枝。

## 略歴
- 1969年8月 国家公務員試験上級（甲・経済）合格[2]
- 1970年3月 東京大学教養学部教養学科卒[2]
- 1970年4月 経済企画庁採用（長官官房秘書課）[2]
- 1972年6月 ドイツ連邦キール大学世界経済研究所留学（ドイツ連邦政府交換留学生）（ - 1973年9月）[2]
- 1973年10月 経済企画庁経済研究所主任研究官付[2]
- 1974年4月 同 経済研究所研究官[2]
- 1976年4月 OECD経済統計局金融財政政策課[2]
- 1979年9月 経済企画庁調整局国際経済第二課主査[2]
- 1979年10月 同 調整局国際経済第二課課長補佐[2]
- 1981年8月 同 調整局調整課長補佐[2]
- 1982年8月 同 調査局内国調査第一課課長補佐[2]
- 1984年7月 同 長官官房調査官[2]
- 1985年9月 同 経済研究所主任研究官、オーストラリア国立大学客員研究員（ - 1985年12月）[2]
- 1986年10月 東京大学教養学部助教授（経済学）[2]
- 1988年3月 アルバータ大学経済学部大学院客員教授（ - 1988年4月）[2]
- 1988年9月 イェール大学グロース・センター客員研究員（ - 1988年10月）[2]
- 1991年4月 東京大学教養学部教授（経済学）[2]
- 1996年4月 同大学院総合文化研究科教授（経済学）[2]
- 1999年4月 同 国際社会科学専攻主任[2]
- 2001年1月 内閣府政策統括官（ - 2003年3月4日）[2]
- 2003年3月 日本銀行副総裁（ - 2008年3月19日）[2]
- 2007年6月 東京大学名誉教授[2]
- 2008年6月 内閣府経済社会総合研究所所長（ - 2010年9月）[2]
- 2008年9月 経済財政諮問会議民間議員（ - 2009年9月）[2]
- 2010年10月 日本経済研究センター代表理事・理事長[2]
- 2016年
  - 9月 郵政民営化委員会委員長就任
  - 11月 瑞宝重光章受章

## 著書

### 単著
- 『国際経済学』(サイエンス社 初版1990年/第2版2000年)
- 『現代金融論』(日本評論社 1992年)
- 『デフレとの闘い』(日本経済新聞出版社 2010年)
  - デフレとの闘い 岩田一政著 日銀5年の経験から金融政策論 (書評)

### 共著
- （浜田宏一）『金融政策と銀行行動』（東洋経済新報社、1980年）
- （村井正）『EU通貨統合と税制・資本市場への影響』（日本租税研究協会、2000年）
- （鬼塚雄丞・柳田辰雄）『経済学入門』（東京大学出版会、2000年）

### 編著
- 『日本の通商政策とWTO』（日本経済新聞社、2003年）

### 共編著
- （深尾光洋）『経済制度の国際的調整』（日本経済新聞社、1995年）
- （小寺彰・山影進・山本吉宣）『国際関係研究入門』（東京大学出版会、1996年／増補版、2003年）
- （深尾光洋）『財政投融資の経済分析』（日本経済新聞社、1998年）
- （福田慎一・堀内昭義）『マクロ経済と金融システム』（東京大学出版会、2000年）